# Giro del Piemonte 1996
Il Giro del Piemonte 1996, ottantaquattresima edizione della corsa, si svolse il 16 ottobre 1996 su un percorso di 200 km. La vittoria fu appannaggio del francese Richard Virenque, che completò il percorso in 4h23'50", precedendo l'italiano Andrea Tafi e lo svizzero Mauro Gianetti.
Sul traguardo di Torino 79 ciclisti, di cui 59 classificati fuori tempo massimo (fissato a 13'20"), su 174 partiti dalla medesima località, portarono a termine la competizione. 

## Ordine d'arrivo (Top 10)
| Pos. | Corridore        | Squadra               | Tempo    |
| ---- | ---------------- | --------------------- | -------- |
| 1    | Richard Virenque | Festina-Lotus         | 4h23'50" |
| 2    | Andrea Tafi      | Mapei-Quick Step      | s.t.     |
| 3    | Mauro Gianetti   | Team Polti            | s.t.     |
| 4    | Fabio Roscioli   | Refin-Mobilvetta      | a 8"     |
| 5    | Luc Leblanc      | Team Polti            | a 31"    |
| 6    | Pascal Hervé     | Festina-Lotus         | s.t.     |
| 7    | Alberto Elli     | MG Boys               | s.t.     |
| 8    | Andrea Peron     | Motorola Cycling Team | a 36"    |
| 9    | Daniele Nardello | Mapei-Quick Step      | a 52"    |
| 10   | Gianni Faresin   | Panaria-Vinavil       | s.t.     |